# Aethionema lepidioides
Aethionema lepidioides är en korsblommig växtart som beskrevs av Hub.-mor. Aethionema lepidioides ingår i släktet Aethionema och familjen korsblommiga växter. Inga underarter finns listade i Catalogue of Life.